# WorldView-1
WorldView-1 — коммерческий спутник, предназначенный для дистанционного наблюдения Земли (ДЗЗ). Принадлежит компании Digital Globe. 
Запущен 18 сентября 2007 года с базы Вандерберг ракетой-носителем «Дельта-2».
Спутник сконструирован и изготовлен компанией Ball Aerospace, специализирующейся на создании научных спутников и космических обсерваторий, таких как, например, «Кеплер». Это не первый совместный проект компаний - в 2001 году был запущен спутник «QuickBird», проработавший на орбите 5 лет.
На аппарате установлена 50-сантиметровая панхроматическая фотокамера, позволяющая получать изображения Земли с разрешением до полуметра. «WorldView-1» работает на высоте 496 километров. За один полный цикл, составляющий 1,7 дня, спутник получает изображения с указанным разрешением, покрывающие 750 тысяч квадратных километров. Аппарат также оборудован системой определения географических координат Земли.
Проект частично финансировался американским Национальным агентством геопространственной разведки (NGIA). Некоторые изображения, получаемые «WorldView-1» для NGA, не доступны для широкой публики.
В январе 2007 года, ещё до запуска «WorldView-1», Digital Globe объявила о начале разработки следующего спутника этой серии, названного «WorldView-2». 8 октября 2009 года он был успешно выведен на орбиту с помощью РН Дельта-2 7920-10C.